# Stac Levenish
Stac Levenish (schottisch-gälisch Stac Leibhinis; oft auch nur Levenish genannt) ist eine Felsnadel in der Inselgruppe St. Kilda im Nordatlantik und gehört politisch zu Schottland. Die Insel hat eine Fläche von etwa 24.280 m². Als Teil der St. Kilda-Inselgruppe gehört der Stac zum UNESCO-Weltnaturerbe.
Stac Levenish liegt etwa 4 km östlich der Hauptinsel Hirta. Nordöstlich des Felsens liegt die winzige Schäre Na Badhan. An der Nordküste von Stac Levenish kann man das Profil eines menschlichen Gesichts erkennen, das von Osten sichtbar ist.
Der Felsen steigt von Nordosten nach Südwesten steil an. Im Südwesten befindet sich die mit 62 Meter über dem Meer höchste Stelle der Felsnadel. Im frühen 20. Jahrhundert wurde der Felsen häufig von Freizeitkletteren bestiegen. Es gab eine Klettertour, die neben Stac Levenish auch Stac Lee umfasste. Der Aufstieg auf Stac Levenish wurde als mittelschwer bezeichnet.

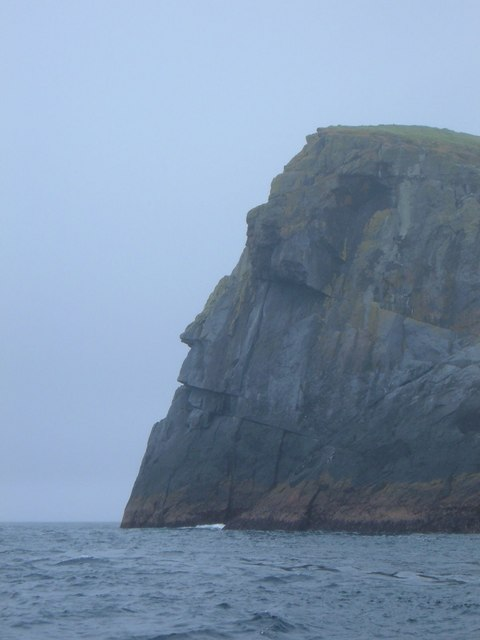
Das "Gesicht" von Stac Levenish
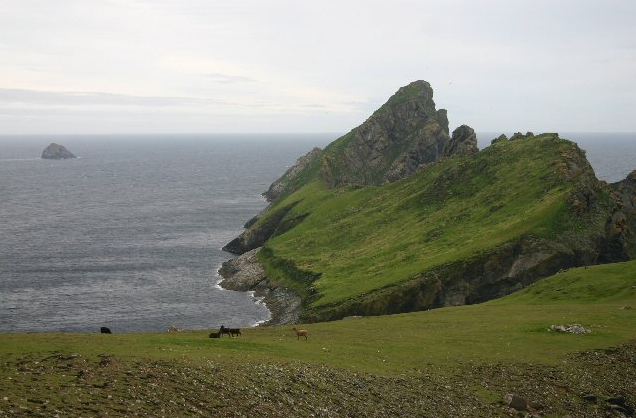
Dùn mit Stac Levenish im Hintergrund
Topografische Karte der Inselgruppe mit Stac Levenish (unten rechts)